# 하단도서관
하단도서관은 부산광역시 사하구에 있는 공립 도서관이다.

## 연혁
- 2024년 7월 2일 개관.